# Grupa (rzeźba)

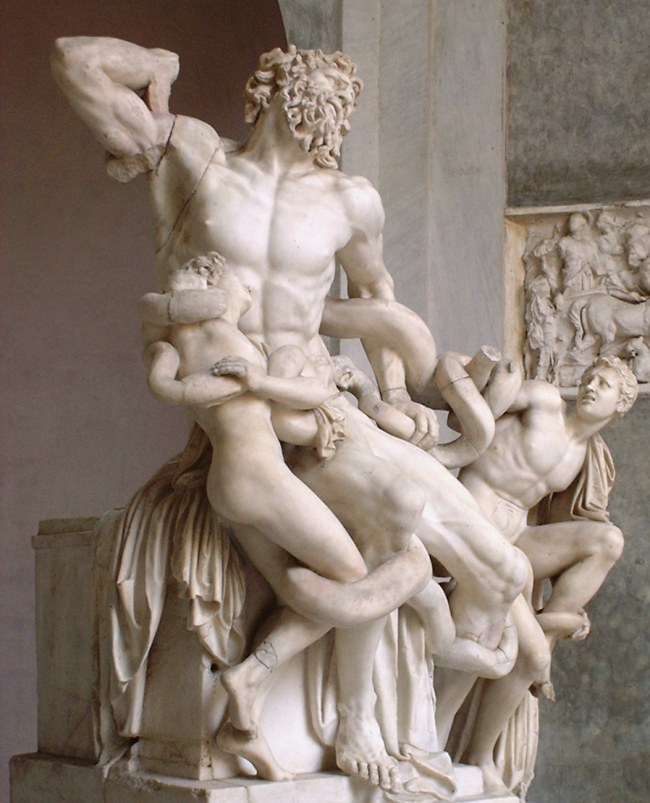
Grupa Laokoona, Muzeum Watykańskie, Rzym

Grupa – w rzeźbie figuralnej kompozycja dwu- lub kilkupostaciowa, w przeciwieństwie do jednoosobowego posągu.
Grupa Laokoona, wykonana (według Pijusa) przez rzeźbiarzy Agesandra, Polidora i Atenodora z Rodos, należy do najcenniejszych dzieł sztuki klasycznej.